# Berufsgenossenschaft Holz und Metall
Die Berufsgenossenschaft Holz und Metall (kurz BGHM oder BG Holz und Metall) ist eine von neun gewerblichen Berufsgenossenschaften und damit ein Träger der gesetzlichen Unfallversicherung. Sie entstand am 1. Januar 2011 durch den Zusammenschluss der Hütten- und Walzwerks-Berufsgenossenschaft, der Maschinenbau- und Metall-Berufsgenossenschaft, der Berufsgenossenschaft Metall Nord Süd und der Holz-Berufsgenossenschaft. Damit ist die BGHM einer der drei größten gesetzlichen Unfallversicherungsträger in Deutschland. Sie betreut rund 5,1 Millionen Beschäftigte in etwa 245.000 Unternehmen.

## Aufgaben
Aufgabe der Berufsgenossenschaft ist es, mit allen geeigneten Mitteln für die Verhütung von Arbeitsunfällen, Berufskrankheiten und arbeitsbedingten Gesundheitsgefahren sowie für eine wirksame Erste Hilfe zu sorgen. Nach Eintritt eines Versicherungsfalls (Arbeitsunfall, Wegeunfall oder Berufskrankheit) hat sie die Gesundheit und die Leistungsfähigkeit der Versicherten mit allen geeigneten Mitteln wiederherzustellen und die Versicherten oder deren Hinterbliebene durch Geldleistungen zu entschädigen.

## Organisation und Zuständigkeit
Die BGHM ist eine rechtsfähige bundesunmittelbare Körperschaft des öffentlichen Rechts mit Selbstverwaltung. Ihr Hauptsitz ist in Mainz mit Hauptverwaltungsstandorten in Düsseldorf, Stuttgart, Hannover und München. Regional ist die BGHM mit Standorten in Alsfeld, Berlin, Bielefeld, Bremen, Dessau-Roßlau, Dortmund, Dresden, Düsseldorf, Erfurt, Freiburg, Hamburg, Hannover, Heidelberg, Köln, Leipzig, Mainz, München, Nürnberg, Rostock, Saarbrücken, Stuttgart und Traunstein vertreten. In Bad Bevensen, Bad Wilsnack, Triefenstein-Lengfurt, Nümbrecht, Schierke, Sennfeld, Eppstein, Illertissen und Jößnitz betreibt die BGHM Bildungsstätten. Zusätzlich finden Seminare im Schulungszentrum Stuttgart, Europäische Akademie Otzenhausen sowie Lehrwerkstatt Erfurt statt.
Die BGHM ist in der Bundesrepublik Deutschland sachlich zuständig für Unternehmen der Holzgewinnung sowie für Unternehmen, die Holz, Kunststoffe oder ähnliche Werkstoffe be- oder verarbeiten. Die Berufsgenossenschaft ist weiterhin sachlich zuständig für Unternehmen der Eisen-, Stahl-, Edelmetall- und Metallerzeugung sowie für Unternehmen, die Eisen, Stahl, Metall, Edelmetall, Edelsteine, Halbedelsteine sowie ähnliche Werkstoffe be- oder verarbeiten. Zu den Mitgliedsunternehmen der Berufsgenossenschaft gehören somit sowohl Möbelproduzenten, Sägewerke, Tischlereien und Verpackungshersteller als auch Walzwerke, Automobilbauer, Diamantschleifereien und Werften.